# Wasserturm Essen-Steele

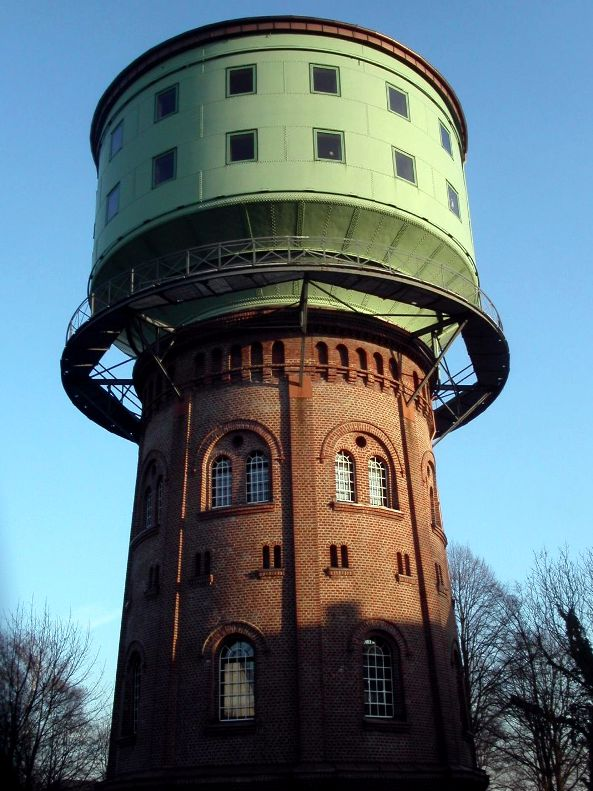
Essen-Steeler Wasserturm

Der Wasserturm Essen-Steele am Laurentiusweg 83 im Essener Stadtteil Steele wurde 1898 auf dem höchsten geografischen Punkt in Steele errichtet und bezog sein Wasser aus dem Steeler Wasserwerk an der Westfalenstraße direkt an der Ruhr.

## Geschichte
Durch den Steinkohlenbergbau im Ruhrgebiet und insbesondere an der Ruhr senkte sich der Grundwasserspiegel im 19. Jahrhundert immer mehr, so dass eine Wasserversorgung der Menschen aus Brunnen und Quellen nicht mehr sichergestellt war. Daraufhin verlegte man 1865 aus privaten Mitteln eine Wasserleitung, die das Wasser der Quellen des Stollens der Zeche Vereinigte Deimelsberger Erbstolln in die damals selbständige Stadt Steele leitete. Die Wassermenge und der Wasserdruck waren jedoch für eine auskömmliche Versorgung der Bevölkerung unzureichend. So wurden gegenüber dieser Zeche an der Ruhr im Jahr 1869 ein Brunnen angelegt, ein unterirdisches Hochbassin auf der Höhe am Laurentiusberg gebaut und beides zusammen 1871 in Betrieb genommen. Vier Jahre später waren alle Haushalte an das zugehörige Rohrnetz angeschlossen sowie Hydranten für die Feuerwehr eingerichtet. Durch die rasche Industrialisierung und den durch Einwanderung von Arbeitern entstehenden Bevölkerungsanstieg waren die Kapazitäten der Anlage 1896 erschöpft.
So baute man am geografisch höchsten Punkt von Steele nahe dem unterirdischen Hochbassin den heutigen Wasserturm, um einen gewissen Wasserdruck zu erreichen. Ein neues Pumpwerk mit dampfgetriebenen Pumpwerken errichtete die Stadt Steele dazu nahe dem ehemaligen Bahnhof Steele Süd. Ab dem 1. Mai 1898 wurde das Wasser in den neuen Wasserturm gepumpt und von dort nicht nur ins Steeler Leitungsnetz verteilt, sondern die neue Kapazität reichte aus, um auch die Gemeinden Frillendorf, Schonnebeck und Stoppenberg mitzuversorgen.
Eine Neureglung der Essener Wasserversorgung machte schließlich den Steeler Wasserturm überflüssig, so dass er 1984 zum Verkauf stand und von der Firma Kalenborn erworben wurde.

## Bauwerk

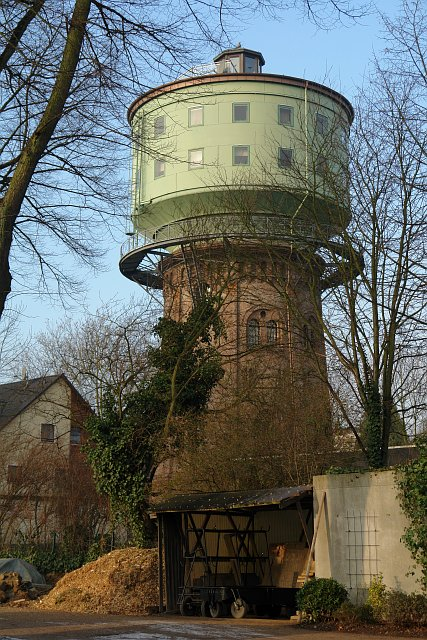

Der dreigeschossige runde Wasserturm ist aus Ziegelsteinen gemauert, auf dem der sichtbare Wasserbehälter aus Stahlblech mit 1000 Kubikmeter Volumen ruht. Der Turmschaft schließt mit einem Rundbogenfries im Stil des Historismus ab, der nach dem Intze-Prinzip erbaute Wassertank lässt jedoch bereits einen technischen Funktionalismus erkennen.
1986 wurde der Wasserturm grundlegend von Axel Kalenborn restauriert. Dazu wurde der von innen verrostete Behälter mit undichtem Dach durch Sandstrahlen entrostet und mit Epoxidharz-Zinkstaubgrundierung versiegelt, worauf weitere drei Schichten Deckanstrich folgten. Außen dienen zum Korrosionsschutz eine Zweikomponenten-Epoxidharz-Grundierung und ein dreischichtiger Acrylharzlack. Das alte Backsteinmauerwerk wurde nach Öffnung aller Fugen mit heißem Wasserdampf unter Hochdruck gereinigt, Lücken wurden mit neugebranntem Klinker geschlossen. Schließlich erfolgte eine Versiegelung des Mauerwerks gegen Schmutzablagerungen. Der Wasserbehälter erhielt die heutigen Fensteröffnungen. So entstanden mit Abschluss der Arbeiten 1988 etwa 600 Quadratmeter Nutzfläche für Ausstellungen oder Büros.
Der Turm steht seit 14. Mai 1987 unter Denkmalschutz. Bis 2006 beherbergte der Wasserturm eine Galerie und wurde anschließend an Privat weiterverkauft. Der neue Eigentümer betreibt im Turm seit Ende 2006 ein Software-Unternehmen.

Im Juni 2008 wurden umfangreiche Korrosionsschutzmaßnahmen am Behälter und den Stahlarmierungen durchgeführt. Dabei wurde in Absprache mit der Denkmalbehörde nach der Entrostung eine Zweikomponenten-Grundierung von einer Deckschicht in der ursprünglichen RAL-Farbe überstrichen.